# Paolo D'Ancona
Paolo D'Ancona (Pisa, 7 novembre 1878 – Milano, 30 aprile 1964) è stato uno storico dell'arte italiano. 
È ricordato per aver fondato l'Istituto di Storia dell'arte della Statale di Milano. Fu uno degli studiosi di storia dell'arte più significativi della prima metà del XX secolo.

## Biografia
Paolo nacque a Pisa da Adele Nissim e Alessandro D'Ancona, il famoso storico della letteratura italiana. Nel 1900 si laureò in lettere presso l'Università di Pisa, e successivamente s'iscrisse alla scuola di specializzazione che Adolfo Venturi aveva creato presso l'Università di Roma nel 1901. In quegli anni collaborò con svariati articoli alla rivista "L'Arte: rivista di storia dell'arte" fondata dallo stesso Venturi nel 1898. Dagli articoli pubblicati sulla rivista si evince il suo interesse per lo studio del miniaturismo italiano, in particolare della scuola fiorentina.
Nel 1904 sposò Mary Cardoso. Nel 1907 sostituì Pietro Toesca, trasferitosi all'Università degli Studi di Torino, diventando docente di Storia dell'arte presso l'Accademia scientifico-letteraria di Milano. Nel 1908 ottenne la libera docenza con una tesi su Michelangelo e la sua attività pittorica. Quello stesso anno divenne professore incaricato grazie all'intercessione di Francesco Novati. Il ruolo di D'Ancona fu così significativo che successivamente l'Istituto di Storia dell'arte della Statale di Milano fu intitolato a suo nome, prima di diventare un dipartimento dell'Università Statale di Milano.
Nel 1919 fu nominato professore ordinario dell'Accademia scientifico-letteraria di Milano. Nel 1927 D'Ancona divenne Preside del Gabinetto di Storia dell'arte in conseguenza della nascita ufficiale dell'Istituto di Storia dell'arte della Statale di Milano. D'Ancona portò un nuovo approccio didattico per lo studio della storia dell'arte, frutto della sua formazione venturiana incentrata sull'osservazione, e dell'influenza della scuola storica paterna, incentrata sull'analisi del contesto in cui le opere erano create.
Durante la prima guerra mondiale D'Ancona fu chiamato al fronte come ufficiale, ma il suo ruolo fu significativo alla fine del conflitto, quando fu inviato a Vienna per recuperare le opere d'arte sottratte.
Di religione ebraica, il 14 dicembre 1938 a causa delle leggi razziali emanate dal fascismo, fu destituito dal suo incarico di docente, che riprese dal 1945 fino al 1954, anno del pensionamento. Fu naturalmente un momento difficilissimo e con la moglie e la figlia Costanza scapparono in Svizzera grazie all’aiuto della sua ex allieva Fernanda Wittgens. Nel 1944 insegnò per un breve periodo storia dell'arte presso il Campo universitario italiano legato all'Università di Friburgo. La famiglia rientrò in Italia nel giugno 1945 a guerra finita e fu subito reintegrato nelle sue funzioni, dimettendosi nel novembre 1954.
Morì a Milano il 30 aprile 1964 all'età di 85 anni.

## Pubblicazioni
- "La miniatura fiorentina" (1914)
- "L'uomo e le sue opere nelle figurazioni italiane nel medioevo" (1923)
- "La Miniature italienne" (1925)
- "Moderna Critica d’arte" (1927) coscritto con Fernanda Wittgens sua ex-allieva
- "Michelangelo. La Vita raccolta dal suo discepolo Ascanio Condivi" (1928)
- "Le vite dei più eccellenti pittori, scultori e architetti. Brani scelti" (1929)
- "L'arte" (1930) coscritto con Irene Cattaneo e Fernanda Wittgens
- "Les Primitifs Italiens du XI au XIII siècle" (1935)
- "Leonardo Da Vinci" (1952)
- "Rembrandt" (1952)
- "Dieci secoli di pittura italiana " (1953)
- "La pittura dell'Ottocento" (1954)
- "I mesi di Schifanoia in Ferrara. Notizie critiche sul recente restauro di C. Gnudi" (1954)
- "Duccio" (1956)

## Nella cultura di massa
- Nel 2023 appare come personaggio nel film Fernanda, regia di Maurizio Zaccaro. Il suo ruolo è interpretato da Sergio Albelli.